# Tuxoctenus
Tuxoctenus is een geslacht van spinnen uit de  familie van de Zoridae (stekelpootspinnen).

## Soorten
- Tuxoctenus gloverae Raven, 2008
- Tuxoctenus linnaei Raven, 2008
- Tuxoctenus mcdonaldae Raven, 2008